# Amor de Perdição (1921)
Amor de Perdição foi uma adaptação cinematográfica da obra homónima de Camilo Castelo Branco, realizada por Georges Pallu, em 1921. Produzido pela Invicta Film e distribuído pela Castello Lopes, o filme mudo, com intertítulos, e a preto e branco, estreou a 9 de novembro de 1921 no Cinema Olympia, no Porto, e a 28 de novembro no Cinema Condes, em Lisboa.
Foi o primeiro filme português a ser distribuído comercialmente nos Estados Unidos, em 1922, sob o nome Love of Perdition, como um filme de 4 partes, das 15 originais.
Foi também a primeira vez que a obra literária Amor de Perdição foi adaptada ao cinema. Posteriormente foram realizados os filmes Amor de Perdição (1943), por António Lopes Ribeiro, e Amor de Perdição (1979), de Manoel de Oliveira, com base na mesma obra.

## Sinopse
Simão Botelho, um jovem estudante de Coimbra, apaixona-se perdidamente por Teresa de Albuquerque, contudo os pais de ambos odeiam-se e opõem-se a tal união, havendo a intenção de casar Teresa com o seu primo Baltasar Coutinho. Recusando-se a aceitar o matrimónio, Teresa é enviada para o convento, enquanto Simão, sob a proteção do ferreiro João da Cruz, tenta engendrar um plano para a resgatar. Simultaneamente, Mariana da Cruz apaixona-se perdidamente por Simão e por ele aceita qualquer sacrifício.

## Elenco
- Pato Moniz, como Tadeu de Albuquerque
- António Pinheiro, como João da Cruz
- Brunilde Júdice, como Mariana da Cruz
- Irene Grave, como Teresa de Albuquerque
- Samuel Dinis, como Baltasar Coutinho
- Alfredo Ruas, como Simão Botelho
- Luis Leitão, como Domingos Botelho
- Maria Júdice da Costa, como Rita Preciosa

## Produção
Naquela que foi a primeira adaptação cinematográfica da obra clássica de Camilo Castelo Branco, Amor de Perdição foi adaptada para o cinema com argumento do jornalista Guedes de Oliveira.
Com um orçamento de cerca de 95 contos de réis, o filme constituiu um esforço de produção, não só devido à precária dimensão da indústria cinematográfica portuguesa de então, como também aos cuidados postos pela Invicta Film, em manter fidelidade ao espírito romanesco do século XIX, com o realizador Georges Pallu a prodigalizar todas as qualidades de espectáculo e realismo da expressão por imagens.
A rodagem do filme deu-se entre Março e Junho de 1921, dividindo-se as filmagens das cenas exteriores entre os solares da Portela e dos Condes da Regaleira, a Casa do Engenho Novo em Porto Brandão, na Caparica, e na Universidade de Coimbra, respeitando a indumentária estudantil de então.

## Galeria

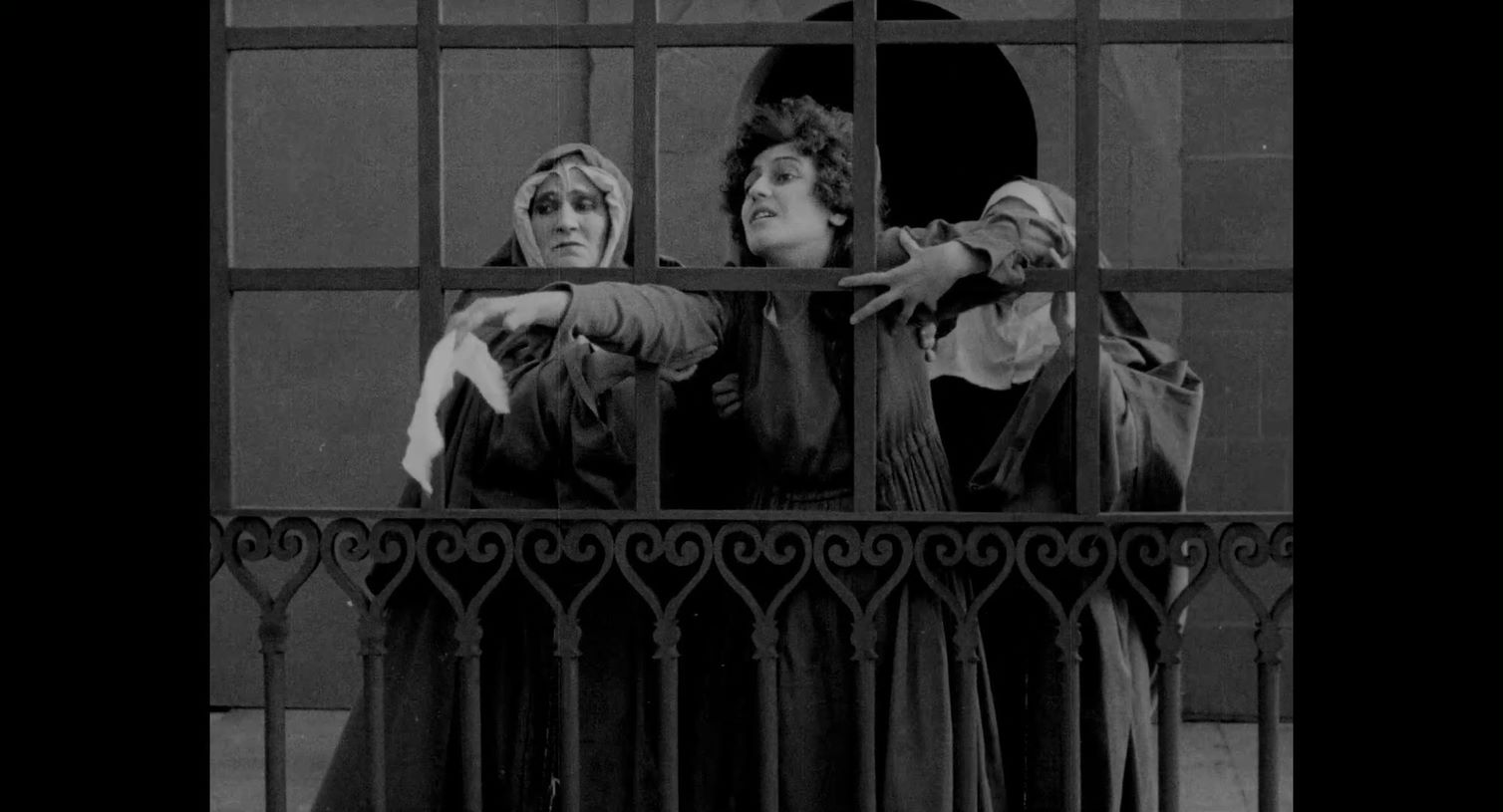
Irene Grave em Amor de Perdição (1921)
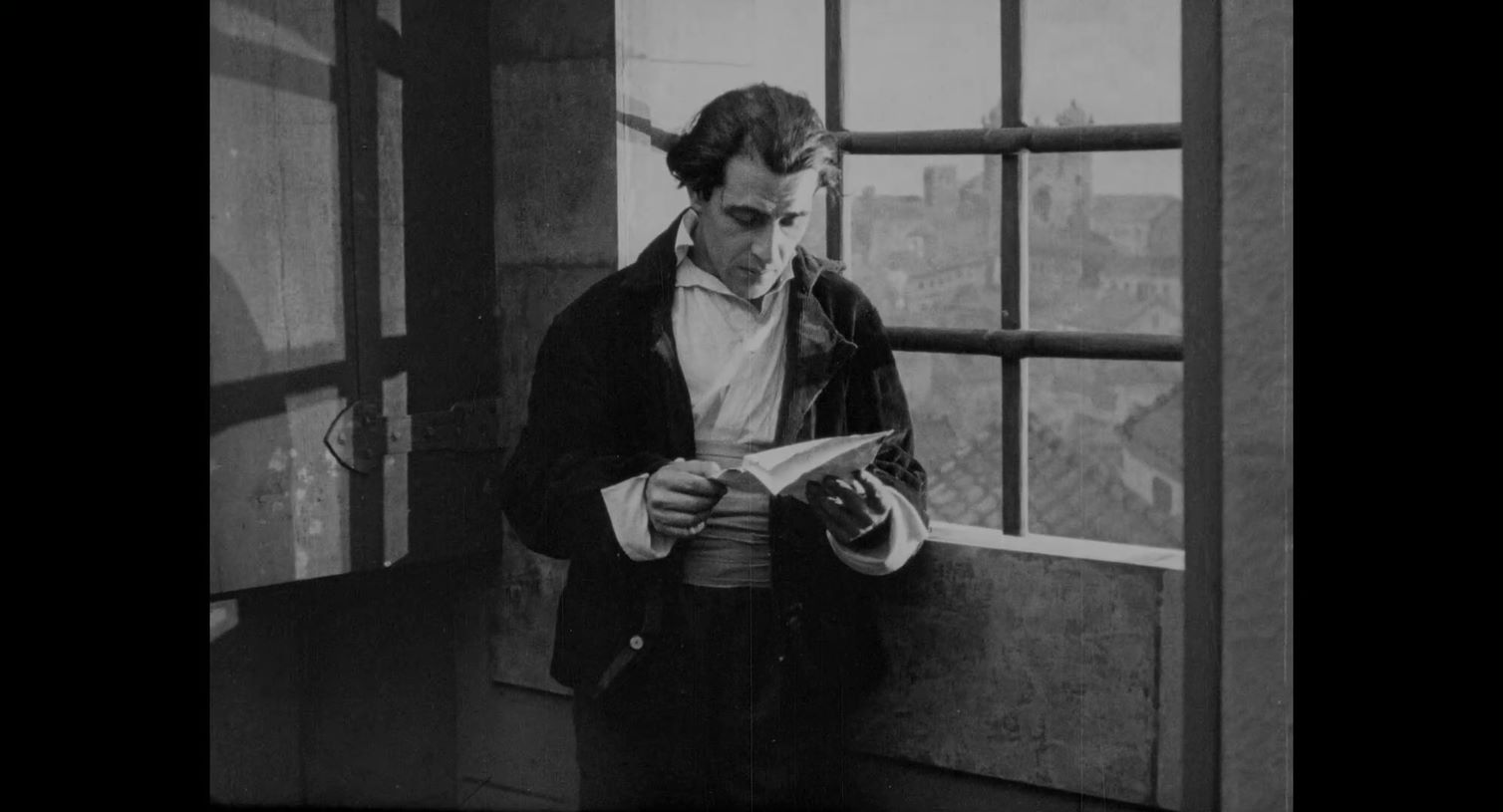
Alfredo Ruas em Amor de Perdição (1921)
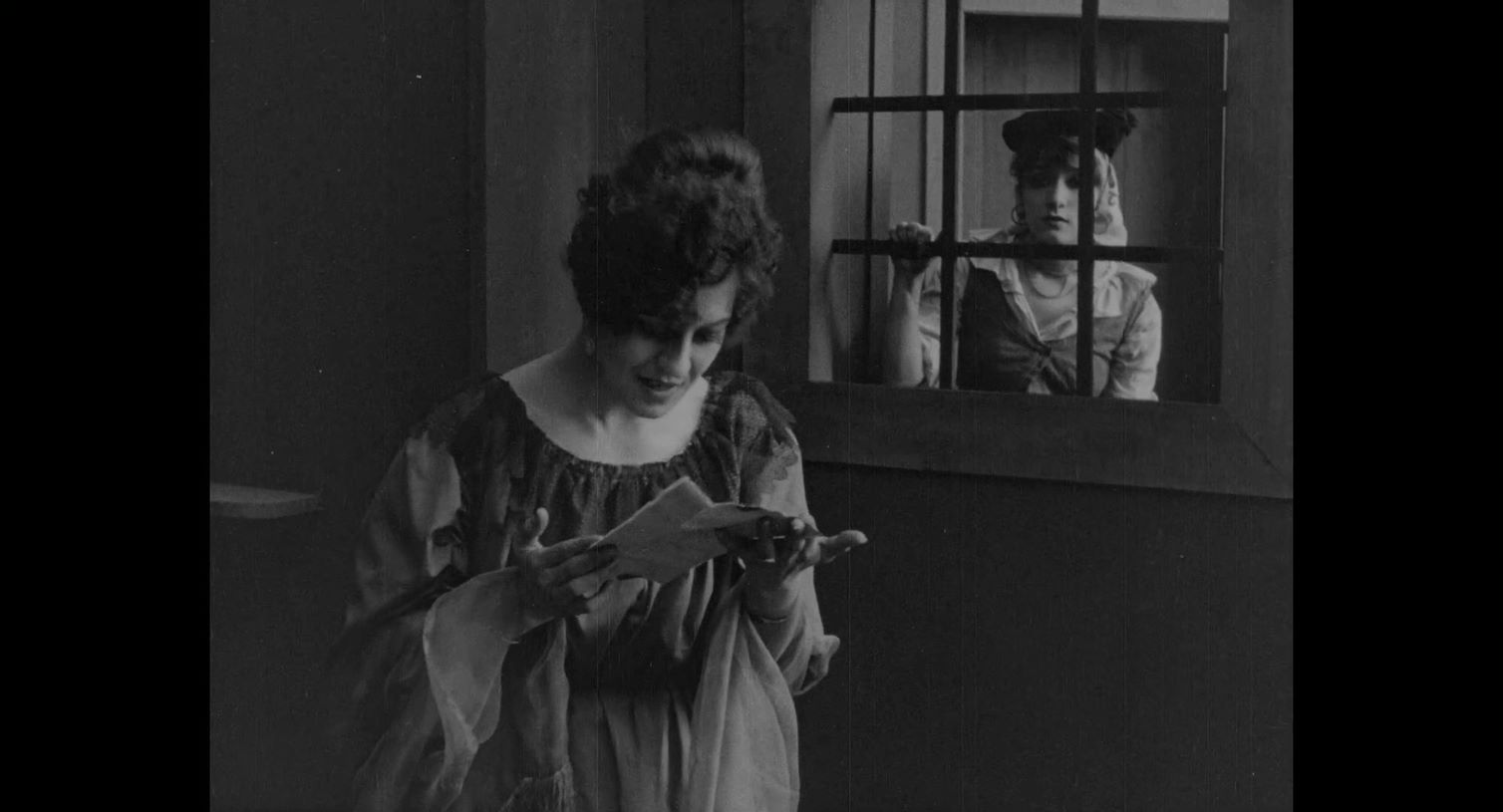
Irene Grave e Brunilde Júdice em Amor de Perdição (1921)
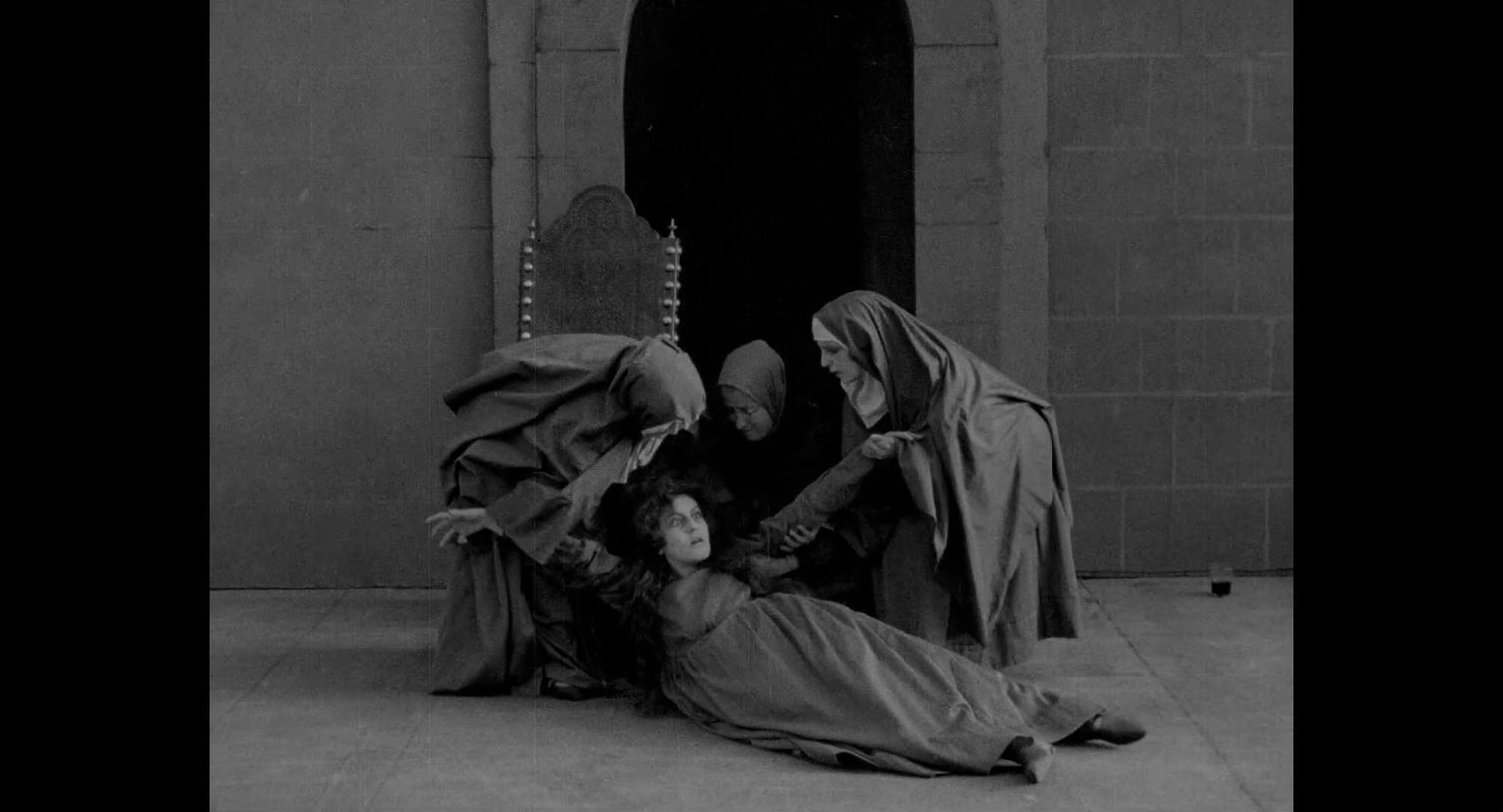
Irene Grave em Amor de Perdição (1921)

## Restauro e Re-exibição
Para assinalar os cem anos da estreia do filme nos cinemas portugueses, Amor de Perdição foi exibido em formato de filme-concerto nos coliseus de Lisboa e do Porto, com a banda sonora original composta por Armando Leça, reconstruída e adaptada pelo pianista e compositor Nicholas McNair, com a colaboração dos musicólogos Manuel Deniz Silva e Bárbara Carvalho, da Faculdade de Ciências Sociais e Humanas da Universidade Nova de Lisboa, numa iniciativa conjunta com a Cinemateca Portuguesa.